# Reparaciones por la esclavitud
Las reparaciones por la esclavitud es la aplicación del concepto de reparación a víctimas de la esclavitud y/o sus descendientes. Hay conceptos de reparación en la filosofía jurídica y en la justicia transicional. Las reparaciones por la esclavitud pueden tomar numerosas formas, que incluyen: pagos monetarios a individuos, acuerdos, becas, exención de tarifas e iniciativas sistémicas para compensar situaciones de desventaja, compensaciones basadas en la tierra, disculpas y reconocimiento de injusticias, medidas simbólicas, como nombrar un edificio después de alguien, o el desmantelamiento de monumentos y el cambio de nombre de espacios que honran a dueños de esclavos y defensores de la esclavitud.
Los casos de reparaciones por esclavitud se remontan al menos a 1783 en América del Norte, relativos al comercio transatlántico de esclavos, con una lista creciente de ejemplos contemporáneos. Recientemente, en los EE. UU., el llamado a reparaciones por la esclavitud se ha vinculado con los llamados a reparaciones por el racismo. A pesar de que los movimientos que abogan por reparaciones con frecuencia incluyen la compensación material entre sus metas, los ejemplos de reparaciones internacionales por la esclavitud han consistido principalmente en reconocimientos de la injusticia de la esclavitud y en disculpas por su participación.

## Estados Unidos
La esclavitud fue abolida en los Estados Unidos en 1865 con el fin de la guerra civil y la ratificación de la Decimotercera Enmienda a la Constitución de los Estados Unidos, que declaróː "Ni la esclavitud ni la servidumbre involuntaria, excepto como castigo por un crimen del cual la parte han sido debidamente condenados, existirán dentro de los Estados Unidos, o en cualquier lugar sujeto a su jurisdicción". En ese momento, se estima que cuatro millones de afroamericanos fueron liberados.

### Apoyo a las reparaciones
En el ámbito político, se ha propuesto a nivel nacional un proyecto de ley que exige reparaciones por la esclavitud, la "Ley de la Comisión para Estudiar Propuestas de Reparación para Afroamericanos", que el exrepresentante John Conyers Jr. (D-MI) presentó al Congreso de los Estados Unidos todos los años desde 1989 hasta su renuncia en 2017. Como su nombre indica, el proyecto de ley recomendaba la creación de una comisión para estudiar el "impacto de la esclavitud en la vida social, política y económica de nuestra nación".
En 1999, el abogado y activista afroamericano Randall Robinson, fundador de la organización activista TransAfrica, escribió que la historia de disturbios raciales, linchamientos y discriminación institucional de Estados Unidos "ha resultado en pérdidas de 1,4 billones de dólares para los afroamericanos". El economista Robert Browne afirmó que el objetivo final de las reparaciones debería ser "restaurar a la comunidad negra a la posición económica que tendría si no hubiera sido objeto de esclavitud y discriminación". Él estima un valor de reparación «justa» entre $1.4 y $4.7 billones, o aproximadamente $142,000 dólares de 2000 por cada estadounidense negro. Otras estimaciones oscilan entre $ 5,7 y $ 14,2 y $ 17,1 billones.
En 2014, el periodista Ta-Nehisi Coates publicó en The Atlantic un artículo titulado "El caso de las reparaciones", donde se discutían los efectos continuos de la esclavitud y las leyes Jim Crow e hizo nuevas demandas de reparación. Coates hace referencia al mencionado proyecto de ley HR 40 del representante John Conyers Jr., señalando que el hecho de que el Congreso no haya aprobado este proyecto de ley expresa una falta de voluntad para corregir sus errores pasados.
En septiembre de 2016, el Grupo de Trabajo de Expertos de las Naciones Unidas sobre Afrodescendientes alentó al Congreso a aprobar el mencionado Proyecto de Ley HR 40 para estudiar las propuestas de reparación, pero el Grupo de Trabajo no apoyó directamente una propuesta de reparación específica. El informe señaló que existe un legado de desigualdad racial en los Estados Unidos, y explica que, "a pesar de los cambios sustanciales desde el fin de la aplicación de [las Leyes] Jim Crow y la lucha por los derechos civiles, la ideología que garantiza la dominación de un grupo sobre otro continúa para impactar negativamente los derechos civiles, políticos, económicos, sociales y culturales de los afroamericanos de la actualidad". El informe señala que una "peligrosa ideología de supremacía blanca inhibe la cohesión social entre la población estadounidense".
El tema de las reparaciones ganó renovada atención en 2020 durante las protestas por la muerte de George Floyd cuando el movimiento Black Lives Matter y otros grupos activistas nombraron las reparaciones como uno de sus objetivos políticos en los Estados Unidos.

### Oposición a las reparaciones
La opinión pública estadounidense se inclina en contra de las reparaciones a la esclavitud. En una serie de encuestas realizadas por YouGov en 2014, solo el 37% de los estadounidenses creía que los esclavos deberían haber recibido una compensación en efectivo después de ser liberados y 15% creía que los descendientes de esclavos deberían recibir pagos en efectivo. Sin embargo, los hallazgos indicaron una clara división entre estadounidenses blancos y negros sobre este tema. El estudio resumió sus hallazgos, señalando: "Solo el 6% de los estadounidenses blancos apoyan los pagos en efectivo a los descendientes de esclavos, en comparación con el 59% de los estadounidenses negros. De manera similar, solo el 19% de los blancos y el 63% de los negros apoyan la educación especial y programas de formación laboral para los descendientes de esclavos".
En 2014, en respuesta al artículo de Ta-Nehisi Coates, "El caso de las reparaciones", el periodista conservador Kevin D. Williamson publicó un artículo titulado "El caso contra las reparaciones". En él Williamson argumenta: "Las personas a quienes se les deben reparaciones murieron hace mucho tiempo".

## Reino Unido
El Movimiento Africano de Reparaciones, también conocido como ARM UK, se formó en 1993 tras la Proclamación de Abuya declarada en la Primera Conferencia Panafricana sobre Reparaciones, en Abuya, Nigeria, el mismo año. La conferencia fue convocada por la Organización para la Unidad Africana y el gobierno de Nigeria. El 10 de mayo de 1993, Bernie Grant presentó una moción en la Cámara de los Comunes que la Cámara acoge y reconoce que la proclamaciónː "insta a la comunidad internacional a reconocer la deuda moral sin precedentes debida a los africanos que aún no se ha pagado, e insta a todos los países que se vieron enriquecidos por la esclavitud y la colonización a que revisen el caso de que se paguen reparaciones a África y a los africanos en la Diáspora; reconoce las continuas y dolorosas consecuencias económicas y personales de la explotación de África y de los africanos en la Diáspora y la racismo que ha generado, y apoya a la OUA en su empeño de intensificar sus esfuerzos para perseguir la causa de las reparaciones ". La moción fue patrocinada por Bernie Grant y miembros del Partido Laborista como Tony Benn, Tony Banks, John Austin-Walker, Harry Barnes y Gerry Bermingham. Otros cuarenta y seis parlamentarios del Partido Laborista firmaron para apoyar la moción, incluido el exlíder de la oposición Jeremy Corbyn.
La Proclamación de Abuya pidió la creación de comités nacionales de reparación en África y la Diáspora. Bernie Grant formó la organización ARM UK como cofundador y presidente, con un grupo central que incluía: secretario, Sam Walker; la tesorera Linda Bellos y los fideicomisarios Patrick Wilmott, Stephen Small, Dorothy Kuya y Hugh Oxley. Sus objetivos eran:
- utilizar todos los medios legales para obtener reparaciones por la esclavitud y colonización de los africanos en África y en la diáspora africana
- utilizar todos los medios legales para asegurar la devolución de artefactos africanos desde cualquier lugar donde se encuentren actualmente
- buscar una disculpa de los gobiernos occidentales por la esclavitud y colonización de los africanos
- hacer campaña para el reconocimiento de las contribuciones de los africanos a la historia y la civilización mundial
- hacer campaña por una descripción precisa de la historia africana y, por lo tanto, restaurar la dignidad y el respeto propio de los africanos
- educar e informar a la juventud africana, en el continente y la diáspora, sobre las grandes culturas, lenguas y civilizaciones africanas.[20]

Tras la muerte de Grant en 2000, ARM UK quedó inactivo.
En 2004, el abogado de reparaciones Ed Fagan inició una demanda colectiva contra el mercado de seguros Lloyd's of London por su papel en el aseguramiento de barcos de esclavos involucrados en la trata transatlántica de esclavos. El caso no tuvo éxito.
El 27 de noviembre de 2006, el primer ministro británico Tony Blair emitió una declaración en la que expresaba "profundo pesar" por el papel de Gran Bretaña en la trata de esclavos, diciendo que era "profundamente vergonzoso". La declaración fue criticada por activistas de reparaciones en Gran Bretaña, y Esther Stanford afirmó que Blair debería haber emitido "una disculpa de fondo" que fuera seguida por "varias medidas de reparación, incluida una compensación financiera". Blair emitió otra disculpa en 2007 tras de reunirse con el presidente de Ghana, John Kufuor.
El 24 de agosto de 2007, el entonces alcalde de Londres Ken Livingstone se disculpó públicamente por el papel de Londres en la trata transatlántica de esclavos durante una conmemoración del 200 aniversario de la aprobación del Acta de Comercio de Esclavos de 1807. En su discurso, Livingston pidió al gobierno británico que aprobara una legislación para crear un Día Anual de la Esclavitud en todo el Reino Unido, que conmemoraría la esclavitud.
La iglesia en Inglaterra se ha disculpado por su papel en la esclavitud.

## África
En septiembre de 2001, las Naciones Unidas patrocinaron la Primera Conferencia Mundial contra el Racismo, celebrada en Durban, Sudáfrica. La Conferencia de Revisión de Durban patrocinó una resolución en la que se declaraba que Occidente debía reparaciones a África debido al "racismo, la discriminación racial, la xenofobia y las formas conexas de intolerancia" que provocó la trata de esclavos en el Atlántico. Líderes de varias naciones africanas apoyaron esta resolución. El exministro de Justicia de Sudán, Ali Mohamed Osman Yassin, afirmó que la trata de esclavos es responsable de los problemas actuales que azotan a África.

## Caribe

### Haití
Habiendo logrado su independencia de Francia en 1804 a través de una guerra, Haití fue obligado a pagar al gobierno francés y a los esclavistas noventa millones de francos por el "robo" de esclavos (emancipación compensada) y apropiación de la tierra que habían convertido en plantaciones productoras de azúcar y café para reconocer formalmente su independencia. Esta deuda fue financiada por bancos franceses y Citibank, y terminó de pagarse en 1947.
En 2003, el entonces presidente de Haití, Jean-Bertrand Aristide, exigió que Francia compensara a Haití por más de 21.000 millones de dólares, el equivalente moderno de los 90 millones de francos oro que Haití se vio obligado a pagar para obtener reconocimiento internacional.

### Caribe anglófono
En 2007, el presidente de Guyana, Bharrat Jagdeo, pidió formalmente a las naciones europeas que pagaran reparaciones por la trata de esclavos. El presidente Jagdeo afirmó que "aunque algunos miembros de la comunidad internacional han reconocido su papel activo en este despreciable sistema, necesitan dar un paso más y apoyar las reparaciones". En 2014, el Parlamento de Guyana estableció el "Comité de Reparaciones de Guyana" para investigar más a fondo el impacto de la esclavitud y crear demandas formales de reparación.
En 2011, Antigua y Barbuda pidió reparaciones en las Naciones Unidas, diciendo que "la segregación y la violencia contra los afrodescendientes habían afectado su capacidad de avance como naciones, comunidades e individuos". Más recientemente, en 2016, el embajador de Antigua y Barbuda en los Estados Unidos, Ronald Sanders, pidió a la Universidad de Harvard "que demuestre su remordimiento y su deuda con los esclavos anónimos de Antigua y Barbuda". Según Sanders, Isaac Royall Jr., quien fue el primer profesor de derecho en Harvard, confió en los esclavos de su plantación en Antigua cuando estableció la Facultad de Derecho de Harvard. Sanders recomendó que estas reparaciones se presenten en forma de becas anuales para los habitantes de Antigua y Barbuda.
En 2004, una coalición de activistas jamaicanos, incluidos miembros rastafari, exigió que las naciones europeas que habían participado en la trata de esclavos financiaran el reasentamiento de 500.000 rastafari en Etiopía (que estimaron en 72.500 millones de libras esterlinas, o aproximadamente 150.000 dólares por persona). La demanda fue rechazada por el gobierno británico. En 2012, el gobierno de Jamaica reactivó su comisión de reparaciones para considerar la cuestión de si el país debería pedir reparaciones a Gran Bretaña por su papel en la trata de esclavos. La oposición citó el papel de Gran Bretaña en la abolición del comercio de esclavos como una razón por la que Gran Bretaña no debería emitir reparaciones. En 2021, el gobierno de Jamaica revisó nuevamente la idea de reparaciones por esclavitud. Se informó que el gobierno de Jamaica buscaba alrededor de siete mil millones de libras esterlinas en reparación por los daños causados por la esclavitud, incluidos los veinte millones pagados a los antiguos propietarios de esclavos por el gobierno británico.
También en 2012, el gobierno de Barbados estableció un Grupo de Trabajo de Reparaciones de doce miembros, responsable de mantener el impulso local, regional e internacional para las reparaciones. Según los informes, Barbados "está liderando actualmente el camino para pedir reparaciones a las antiguas potencias coloniales por las injusticias sufridas por los esclavos y sus familias".
En 2013, en la primera de una serie de conferencias en Georgetown, Guyana, para conmemorar el 250 aniversario del levantamiento de esclavos de Berbice de 1763, el director del campus de Cave Hill de la Universidad de las Indias Occidentales, Hilary Beckles instó a la Comunidad del Caribe (CARICOM) países para emular la posición adoptada por los judíos que fueron perseguidos durante la Segunda Guerra Mundial y desde entonces organizaron un fondo de reparación judío.

### Comisión de Reparaciones de CARICOM
En septiembre de 2013 se creó la Comisión de Reparaciones de la CARICOM. En 2014, quince países caribeños dieron a conocer el "Plan de diez puntos de la CARICOM para la justicia reparadora", que enunciaba demandas de reparación hacia Europa "...por el sufrimiento duradero infligido por el comercio atlántico de esclavos". Entre estas demandas se encontraban disculpas formales de todas las naciones involucradas (en oposición a "declaraciones de arrepentimiento"), repatriación de africanos desplazados a su tierra natal, programas para ayudar a los africanos a conocer y compartir sus historias e instituciones para mejorar la alfabetización y la salud física y mental de los descendientes de la esclavitud. Los representantes de los estados del Caribe han anunciado repetidamente su intención de llevar el tema a la Corte Internacional de Justicia.